# 副䱵
副䱵（学名：Paracirrhites arcatus），又名白線格、格仔，为輻鰭魚綱鱸形目鱸亞目䱵科的其中一種。

## 分布
本魚分布于印度太平洋區，包括東非、留尼旺、馬爾地夫、聖誕島、可可群島、日本、台灣、菲律賓、越南、印尼、新幾內亞、澳洲、關島、馬紹爾群島、密克羅尼西亞、新喀里多尼亞、馬里亞納群島、夏威夷群島、吉里巴斯、斐濟群島、薩摩亞群島、法屬波里尼西亞等海域。

## 深度
水深1至91公尺。

## 特徵
本魚體側扁，體色為紅褐色或橘紅色；體側中央具一白色寬縱帶，最明顯的特徵是眼後上方具一紅、黃、白相間的馬蹄形斑，背鰭硬棘10枚；背鰭軟條11枚；臀鰭硬棘3枚；臀鰭軟條6枚，體長可達20公分。

## 生態
本魚棲息於珊瑚礁區，性情兇悍，游泳方式特殊，以一游一停的方式移動，伺機伏擊經過的小魚或小型甲殼類，屬肉食性。具性轉變，雄魚具領域性，為一夫多妻制。

## 經濟利用
為觀賞性魚類，不供食用。

## 扩展阅读
- 維基物種上的相關：副䱵